# Clifford David
Clifford David (Toledo (Ohio), 30 juni 1932 – Los Angeles, 30 november 2017) was een Amerikaans acteur.

## Filmografie

### Films
Uitgezonderd korte films.
- 2016 · The Exorcist III: Legion - als dr. Bruno
- 2004 · Kinsey – als professor Smithson
- 2002 · Signs – als professor van Columbia Universiteit
- 1991 · Pyrates – als adviseur
- 1990 · Matters of the Heart – als John Norman
- 1990 · The Exorcist III – als Dr. Bruno
- 1989 · Bill & Ted's Excellent Adventure – als Ludwig Van Beethoven
- 1986 · Agent on Ice – als Kirkpatrick
- 1981 · Fort Apache the Bronx – als Dacey
- 1980 · Resurrection – als George
- 1979 · Ebony, Ivory and Jade – als Grady
- 1978 · A Woman Called Moses – als Doc Thompson
- 1978 · The Betsy – als Joe Warren
- 1975 · Fear on Trial – als Hall
- 1974 · The Missiles of October – als Theodore Sorensen
- 1969 · Riot – als Mary Sheldon
- 1967 · Androcles and the Lion – als Metellus
- 1965 · The Party's Over – als Carson
- 1964 · Invitation to a Gunfighter – als Crane Adams
- 1964 · Hamlet – as Laertes
- 1959 · The Last Mile – als Richard Walters
- 1957 · Street of Sinners – als Tom

### Televisieseries
Uitgezonderd eenmalige gastrollen.
- 1981 · Ryan's Hope – als Rod Hirst – 4 afl.
- 1980 · The Edge of Night - als dr. Corwin - 7 afl.
- 1979 · The Edge of Night - als dr. Lennox - 2 afl.
- 1979 · Blind Ambition – als Fielding – miniserie

## Theaterwerk opBroadway
- 1993 – 1994 · Joseph and the Amazing Technicolor Dreamcoat – als Jacob / Potiphar / Guru
- 1982 – 1984 · Nine – als Guido Contini
- 1970 · Camino Real – als Lord Byron
- 1969 – 1972 · 1776 – als Edward Rutledge
- 1966 · A Joyful Noise – als Broeder Locke
- 1965 – 1966 · On a Clear Day You Can See Forever – als Edward Moncrief
- 1962 · The Aspern Papers – als Pasquale
- 1960 – 1961 · Wildcat – als Hank
- 1960 · Caliqula – als Scipio

- Bibliothèque nationale de France: cb141693600 (data)
- Gemeinsame Normdatei: 134772105
- International Standard Name Identifier: 0000 0000 5550 6229
- Library of Congress Control Number: no2013109075
- MusicBrainz: f6352619-4e6e-4270-ab82-9b6016153a3f
- SNAC: w6d63nd0
- Système universitaire de documentation: 245275444
- Virtual International Authority File: 19293968
- WorldCat: E39PBJcrdGj7dGyBtKPwtMTCQq